# Temnitztal
Temnitztal település Németországban, azon belül Brandenburgban. Lakosainak száma 1507 fő (2023. december 31.).

## Népesség
A település népességének változása:
| Lakosok száma | 1443 | 1471 | 1525 | 1517 | 1507 |
|               | 2017 | 2019 | 2021 | 2022 | 2023 |